# Kontra K

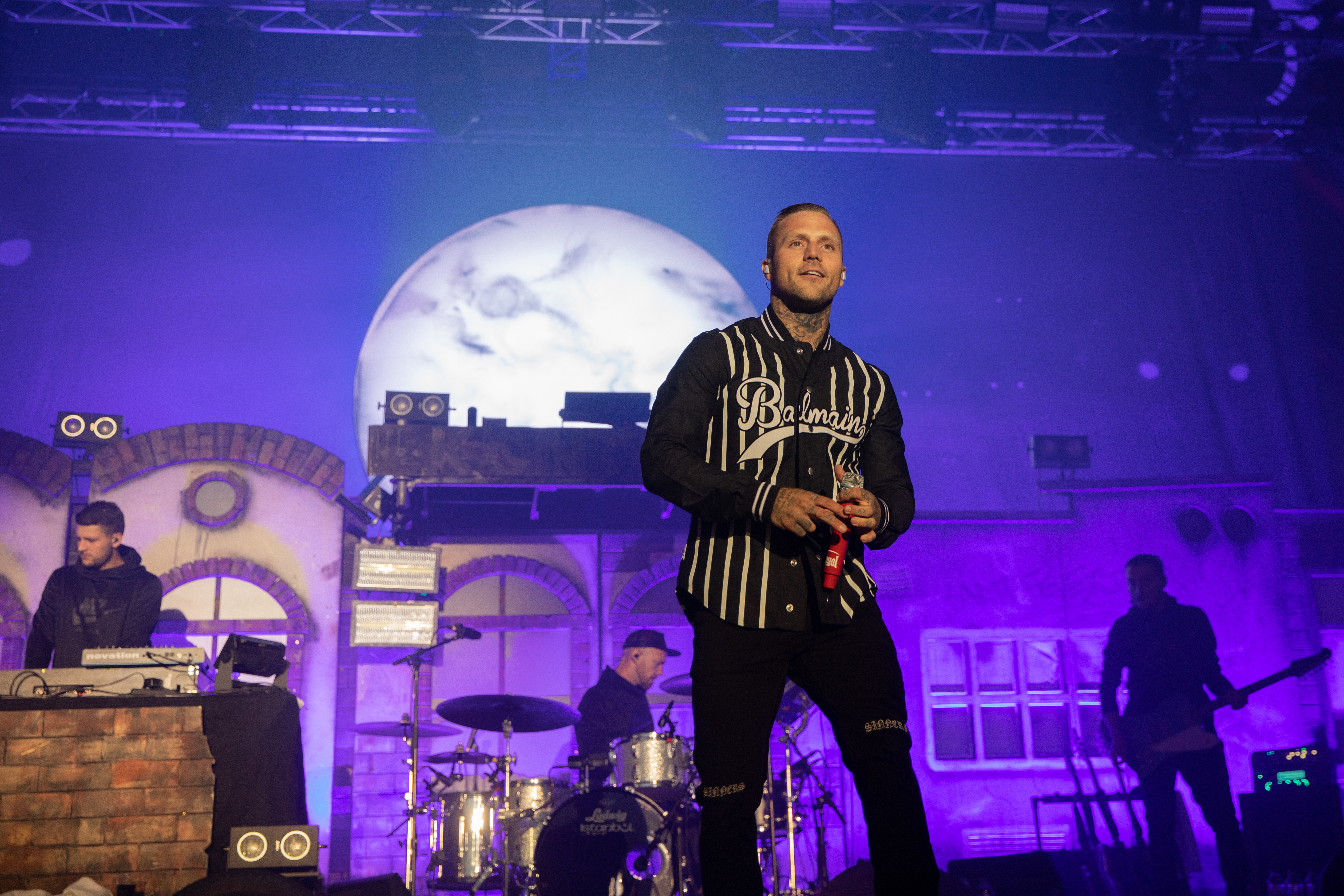
Kontra K na Fritz DeutschPoeten 2018

Kontra K (stylizováno jako KOИTRA K, vlastním jménem Maximilian Tibor Albert Diehn, * 3. července 1987 Berlín) je německý rapper, nahrávající pod Universal Music.

## Život
Kontra K vyrůstal v Berlíně. Po absolvování střední školy objevil v 16 letech zálibu v rapu a napodobil své americké idoly Nas, 2Pac, The Notorious BIG a Naughty by Nature. Zároveň se začal věnovat kickboxu. V roce 2006 založil spolu s KiezSpezial rapovou dvojici Vollkontakt. Duo podepsalo smlouvu s Kaisovým labelem Hell Raisa Records. Vydalo zde album Fight Club Mixtape Vol. 1, ale Kaisa následně label rozpustil. Kontra K poté založil s bývalými členy labelu Skinny Al a Fatal label DePeKaRecords a distribuci převzala společnost Distributionz.
Debutové album Kontra K Dobermann vyšlo v roce 2010, po němž v roce 2012 následoval dubstepový mixtape Electrosmog. Druhé album Was die Zeit bringt vyšlo také v roce 2012 a bylo jedním z nejprodávanějších alb Distributionz a pomohlo k tomu, že se Distributionz stalo „Label des Monats April“ na Amazonu. V roce 2013 následovalo EP Auf Teufel komm raus (spolu s Bonez MC ) a třetí album 12 Rounds, které se dostalo na 8. místo německého žebříčku alb.
V květnu 2014, Kontra K podepsal s Four Music . Prvním vydáním bylo EP Wolves. 6. února 2015 vydal své čtvrté sólové album Aus dem Schatten ins Licht a dostal se na 2. místo v německé hitparádě.
V roce 2016 následovalo páté sólové album Labyrinth, na kterém se podíleli mimo jiné Bonez MC, RAF Camora a kapela Haudegen. Den předtím bylo zveřejněno interaktivní video k písni An deiner Seite s mimo jiné Lexem Shrapnelem, Kyrou Sophií Kahre a Billem Fellowsem. Album se objevilo na první příčce německého žebříčku alb dne 27. května 2016.
Jeho šesté sólové album Gute Nacht vyšlo pod BMG v roce 2017. Ukončil spolupráci se svým předchozím labelem Four Music a mluvil o přátelském odloučení kvůli rozdílům ve způsobu jejich práce.
Jeho sedmé sólové album Erde & Knochen vyšlo v roce 2018 a v roce 2019 vydal osmé album Sie wollten Wasser doch kriegen Benzin a singl Heaven Grey s The Cratez a Luciano. Singl vyšel na producentském albu The Cratez Nonstop .
V září 2020 vyšlo deváté studiové album s názvem Vollmond a v květnu 2021 následovalo jeho desáté album Aus dem Licht in den Schatten zurück. Jedenácté album Für den Himmel durch die Hölle následovalo v srpnu 2022. Píseň Wenn das Schicksal trifft se stává oficiální hymnou první sezóny Evropské fotbalové ligy. Kontra K se také objevil v poločasové show finále ELF 2021.
Na německých hrách NFL 5. listopadu 2023 ve Frankfurtu vystoupili společně Kontra K a Nico Santos během Half Time Show. Dne 9. listopadu 2023 vydal své dvanácté studiové album Die Hoffnung klaut mir niemand.

## Obraz a hudba

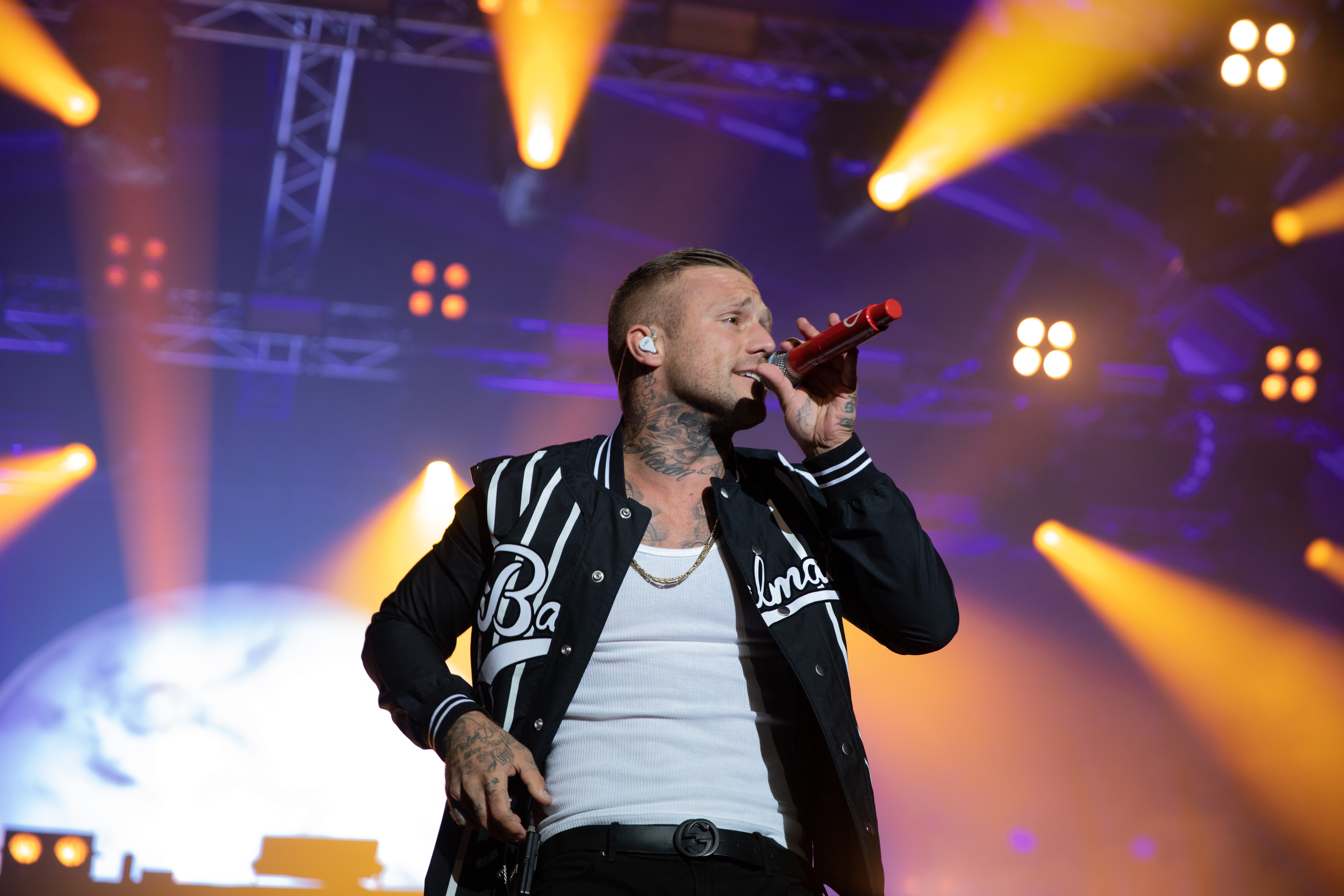
Kontra K na Fritz DeutschPoeten 2018

Hudba Kontra K vzniká především ve spolupráci s hlavním producentem The Cratez z Berlína. Prodává se jako chlapec z ulice se zálibou v bojových uměních . Kontra K vyzývá k soudržnosti na ulici a mísí společensky kritické tóny s vlastními zkušenostmi. V průběhu jeho rapové kariéry se měnila nejen jeho image, ale i témata. Tak zněla jeho první rapová alba (např. Dobermann, Fight Club Mixtape Vol. 1) stále silně připomíná německý gangsta rap.
Minimálně od EP Wölfe v roce 2014 a alba Aus dem Schatten ins Licht z roku 2015 se Kontra K vzdaluje od své „brutální image“ kluka z ulice a tím i klasického gangsta rapu a jeho typických lyrických prvků. Jeho novější texty obsahují především řádky, v nichž se zaměřuje na témata bojových umění, „snaží se vzbudit ve svých posluchačích zájem o sportovní filmy“ a motivaci smíchanou se zážitky z vlastního života. V rozhovoru řekl: „Stal jsem se dobrým člověkem“.

## Diskografie
| Rok  | Titul label                                                        | Umístění v hitparádě | Umístění v hitparádě | Umístění v hitparádě | poznámky                                     |
| Rok  | Titul label                                                        | Německo              | Rakousko             | Švýcarsko            | poznámky                                     |
| ---- | ------------------------------------------------------------------ | -------------------- | -------------------- | -------------------- | -------------------------------------------- |
| 2010 | Dobermann DePeKa Records (Soulfood)                                | —                    | —                    | —                    | uvedení: 12. prosince 2010                   |
| 2012 | Was die Zeit bringt DePeKa Records (Soulfood)                      | —                    | —                    | —                    | uvedení: 30. listopadu 2012                  |
| 2013 | 12 Runden DePeKa Records (Soulfood)                                | 8 (1 týd.)           | —                    | —                    | uvedení: 6. září 2013                        |
| 2015 | Aus dem Schatten ins Licht Four Music (Sony)                       | 2platina(11 týd.)    | 19 (2 týd.)          | 14 (2 týd.)          | uvedení: 6. února 2015 prodáno: + 200.000    |
| 2016 | Labyrinth Four Music (Sony)                                        | 1zlato(20 týd.)      | 4 (3 týd.)           | 8 (3 týd.)           | uvedení: 20. května 2016 prodáno: + 100.000  |
| 2017 | Gute Nacht BMG Rights Management (WMG)                             | 1zlato(55 týd.)      | 2 (6 týd.)           | 7 (3 týd.)           | uvedení: 28. dubna 2017 prodáno: + 100.000   |
| 2018 | Erde & Knochen BMG Rights Management (WMG)                         | 1zlato(38 týd.)      | 1 (15 týd.)          | 2 (7 týd.)           | uvedení: 11. května 2018 prodáno: + 100.000  |
| 2019 | Sie wollten Wasser doch kriegen Benzin BMG Rights Management (WMG) | 1 zlato(76 týd.)     | 2 (64 týd.)          | 4 (19 týd.)          | uvedení: 24. května 2019 prodáno: + 100.000  |
| 2020 | Vollmond BMG Rights Management (WMG)                               | 1 (38 týd.)          | 1 (21 týd.)          | 4 (4 týd.)           | uvedení: 25. září 2020                       |
| 2021 | Aus dem Licht in den Schatten zurück BMG Rights Management (WMG)   | 1 (13 týd.)          | 1 (4 týd.)           | 6 (3 týd.)           | uvedení: 21. května 2021                     |
| 2022 | Für den Himmel durch die Hölle Letzte Wölfe (UMG)                  | 1 (66 týd.)          | 4 (19 týd.)          | 5 (9 týd.)           | uvedení: 25. srpna 2022                      |
| 2023 | Die Hoffnung klaut mir niemand Letzte Wölfe (UMG)                  | 1 zlato (... týd.)   | 3 (18 týd.)          | 9 (9 týd.)           | uvedení: 9. listopadu 2023 prodáno: + 75.000 |

## Ocenění
- 2018: Best Live Act
- 2019: Bester Hip-Hop-Act
- 2020: Bester Hip-Hop-Act
- 2021: Bester Hip-Hop-Act

The Lovie Awards
- 2016: Internetové video za An deiner Seite

MTV Europe Music Awards
- 2023: Best German Act